# Need for Speed: Most Wanted (videojuego de 2012)
Need for Speed: Most Wanted (oficialmente llamado Need for Speed Most Wanted: A Criterion Game y también conocido como Need For Speed: Most Wanted 2012) es un videojuego de carreras de la saga Need for Speed desarrollado por Electronic Arts y Criterion Games para Xbox 360, PlayStation 3, Wii U, PlayStation Vita y PC. El juego fue lanzado el 31 de octubre de 2012. Se trata de una versión renovada del Most Wanted (2005) original, por lo tanto no es una secuela directa.

## Modo de juego
Need for Speed: Most Wanted se desarrolla en la ciudad de Fairhaven, una ciudad muy grande en la que diez corredores y sus autos dominan las calles: los Most Wanted. El jugador llega a la ciudad para convertirse en el número uno de la lista de los más buscados, por lo que tiene que ir logrando varios objetivos para acumular los SpeedPoints, puntos que se necesitan para enfrentar y derrotar a los Most Wanted en una carrera y quedarse con sus coches. Para acumular los SpeedPoints, es necesario ir ganando carreras y pruebas por cada auto, los cuales pueden encontrarse en la calle y utilizarlos. Al mismo tiempo, pueden ganarse durante las persecuciones policiales, pasando radares de velocidad, rompiendo carteles, cercas, haciendo saltos y produciendo derribos (Takedowns) a los corredores y patrulleros policiales. Estas características son mayormente tomadas de Burnout Paradise, desarrollado por Criterion y lanzado en 2008.
El juego cuenta con el menú EasyDrive para encontrar la ubicación de las carreras, los coches y hacerle modificaciones de rendimiento a estos en nitroso, ruedas, carrocería, chasis y transmisión. También permite un acceso directo a las carreras e intercambio de coches.
Todos los autos pueden utilizarse libremente desde el principio del juego, con excepción de los Most Wanted. Físicamente, el auto únicamente puede cambiarse de color al pasar por unos talleres en los que automáticamente cambiará de color por uno aleatorio.

## Policía
Las persecuciones policiales vuelven al sistema de niveles del Most Wanted original, aunque muchos elementos del primer juego (como los rompepersecuciones) no aparecen. A medida que se aumenten los delitos y dure más la persecución aumentará el nivel de presión, sin embargo, a diferencia del juego original, el nivel irá bajando de acuerdo al progreso del escape del jugador:
- Nivel 1: se utilizará la patrulla ciudadana Ford Crown Victoria, son unidades rápidas pero fáciles de perder. Los patrulleros chocarán al jugador para derribarlo, aunque en pocas ocasiones.
- Nivel 2: sumado a las patrullas Ford, se unirán las patrullas Dodge Charger SRT-8, más rápidas y resistentes. Los derribos serán más constantes. Se utilizarán bloqueos con las patrullas Ford pero no se utilizarán frecuentemente.
- Nivel 3: las patrullas Dodge dirigirán la persecución. Los derribos serán más fuertes y los bloqueos serán más frecuentes, además de que se utilizarán camionetas Ford Police Interceptor Utility (retorno de los Rhinos del juego original) para los bloqueos.
- Nivel 4: a las patrullas Dodge se les unirá los Rhinos Ford a la persecución, además de permanecer en los bloqueos. Las camionetas son muy pesadas e impactarán frontalmente al jugador. Además, los bloqueos serán mucho más frecuentes y utilizarán por primera vez bandas de clavos que inhabilitarán la conducción.
- Nivel 5: se les suma a los patrulleros del nivel 4 las patrullas federales Chevrolet Corvette C6 Z06, mucho más rápidas y difíciles de perder. Los bloqueos ocuparán toda la calle y las bandas de clavos, impactos frontales y derribos serán mucho más frecuentes.
- Nivel 6: nivel máximo de presión, en el que se suman las camionetas de la S.W.A.T. a la persecución. Las camionetas son extremadamente pesadas y derribarán al jugador. (Se les puede destruir con muy pocos vehículos, como por ejemplo: El Ford F-150 SVT Raptor) además de estar presentes en los bloqueos. El uso de bandas de clavos y colisiones será demasiado frecuente y habrá una mayor cantidad de patrulleros Chevrolet Corvette y los Rhinos.

A diferencia del juego original, las persecuciones no cuentan con la presencia de helicópteros policiales. El modo de enfriamiento se activará una vez que el jugador haya perdido a los policías: al pasar unos segundos escondido y/o alejado, se evadirá la persecución. Si el jugador es arrestado, volverá al punto de encuentro del coche y se perderán todos los SpeedPoints alcanzados en la persecución policial.

## Desarrollo
En noviembre de 2011, Criterion confirmó el desarrollo de un nuevo Need for Speed, pero no dio más detalles sobre el juego. A principios de 2012 hubo muchos rumores sobre el nuevo Need for Speed pero no se había revelado ninguna noticia. Fue en la E3 2012 que EA reveló oficialmente el título del juego, con un tráiler promocional y un demo jugable durante el evento. El 17 de agosto en la expo de gamescom 2012, se lanzó el tráiler multijugador del juego.

## Plataformas
Need for Speed Most Wanted iba a ser principalmente vendido sólo para Xbox 360, PS3 y PC
pero con la llegada de las consolas de octava generación y la mejora de los productos tecnológicos portables se lanzó también para PSVita, iOS y Android. EA también confirmó que vendería una versión para la nueva consola de Nintendo, Wii U, la cual se publicó oficialmente en marzo del 2013.

## Lista de vehículos
- Alfa Romeo 4C Concept (Most Wanted Nº10)
- Alfa Romeo Mito QV (DLC Terminal Velocity)
- Ariel Atom 500
- Aston Martin V12 Vantage
- Aston Martin DB5 (DLC Movie Legends)
- Aston Martin DBS (DLC Movie Legends)
- Audi A1 Clubsport Quattro
- Audi R8 GT Spyder
- Audi R8 GT Coupe (Disponible solo en dispositivos Android e ios)
- Audi RS3 Sportback (DLC Terminal velocity)
- BAC Mono
- Bentley Continental Supersports Convertible ISR
- Bentley Continental Supersports Coupe (Disponible solo en dispositivos Android e ios)
- BMW M3 E92 Coupe
- BMW M3 GTR E46 del NFSMW original ((Disponible solo en dispositivos Android, ios y en DLC NFS Heroes) (Most Wanted DLC NFS Heroes)
- BMW 1M Coupe (DLC Terminal Velocity)
- Bugatti Veyron Super Sport (Most Wanted Nº3)
- Bugatti Veyron Grand Sport Vitesse (DLC Ultimate Speed Pack)
- Caterham Superlight R500
- Chevrolet Camaro ZL1
- Chevrolet Corvette ZR1
- Chevrolet Corvette Stingray 427 (Disponible solo en dispositivos Android e ios)
- Dodge Challenger SRT-8 392
- Dodge Charger SRT8 (solo disponible para EE.UU a través de código promocional)
- Dodge Charger R/T (DLC Movie Legends)
- Ford F-150 SVT Raptor
- Ford Focus RS 500
- Ford Focus ST (Disponible al ganar 5 pruebas en línea con cualquier coche Ford)
- Ford GT
- Ford Mustang Boss 302
- Ford Fiesta ST (DLC Terminal Velocity)
- Hennessey Venom GT (DLC Ultimate Speed Pack) (Most Wanted DLC Ultimate Speed)
- Hummer H1 Alpha (Disponible solo en dispositivos Android e ios)
- Jaguar XKR
- Jeep Grand Cherokee SRT8 (Disponible solo en dispositivos Android e ios)
- Koenigsegg Agera R (Most Wanted Nº1)
- Lamborghini Aventador LP 700-4 (Most Wanted Nº4)
- Lamborghini Aventador J (DLC Ultimate Speed Pack)
- Lamborghini Countach 5000 quattrovalvole
- Lamborghini Gallardo LP 570-4 Spyder Performante
- Lamborghini Diablo SV (DLC NFS Heroes)
- Lancia Delta HF Integrale Evoluzione 2
- Range Rover Evoque
- Lexus LFA (Most Wanted Nº7)
- Marussia B2
- Maserati GranTurismo MC Stradale
- McLaren MP4-12C (Most wanted Nº6)
- McLaren F1 LM (DLC Ultimate Speed Pack)
- Mercedes-Benz SL65 AMG Black Series (Most Wanted Nº8)
- Mercedes-Benz SLS AMG
- Mitsubishi Lancer Evolution X
- Nissan GT-R
- Nissan 350Z (DLC NFS Heroes)
- Nissan Skyline R34 (DLC NFS Heroes)
- Pagani Huayra (Most Wanted Nº2)
- Pagani Zonda R (DLC Ultimate Speed Pack)
- Pontiac Firebird Trans Am (DLC Movie Legends)
- Porsche 911 (991) Carrera S
- Porsche 911 Turbo 3.0 [930]
- Porsche Panamera Turbo
- Porsche 918 Spyder Concept (Most Wanted Nº5)
- Porsche 918 Spyder 2013 (DLC Terminal Velocity) (Most Wanted DLC Terminal Velocity)
- Porsche 911 GT2 RS (DLC NFS Heroes)
- Shelby Cobra 427 (Most Wanted Nº9)
- Shelby Mustang GT500 (DLC Movie Legends) (Most Wanted DLC Movie Legends)
- SRT Viper GTS
- Subaru Impreza Cosworth STI CS400
- Tesla Roadster Sport

- - DLC Ultimate Speed Pack disponible el 18/12/12

## Recepción
Most Wanted ha recibido críticas altamente positivas por críticos profesionales. Las puntuaciones de Metacritic superan el 80% de comentarios positivos para PlayStation 3 y Xbox 360.
Meristation le otorgó 9/10 puntos agregando: "Criterion Games vuelve a demostrarnos su maestría desarrollando videojuegos de conducción arcade con un título que se convierte, desde ya, en imprescindible. Un enorme mundo abierto, un multijugador adictivo y un apartado audiovisual sin fisuras."
La versión para Wii U recibió una puntuación más alta de 86% en comentarios positivos.
A pesar de las buenas críticas de las revistas y sitios web especializados, el juego recibió críticas mixtas y negativas por parte de la mayoría de jugadores debido a su poco parecido con su homónimo del 2005 (en Metacritic las puntuaciones del juego por parte de los jugadores son notoriamente más bajas que las de los críticos). Estos han considerado que el juego es más parecido a un Burnout que a un Need for Speed. Las críticas por la escasa personalización de los coches y por carecer de muchos contenidos del videojuego original, como un argumento, interacción con el ambiente (rompepersecuciones), la falta de dificultad al adquirir un vehículo, entre otros.